# Мочурад Михайло Андрійович
Михайло Андрійович Мочура́д (народився 1920 в селі Сороки, тепер Щирецька селищна громада, Львівська область — помер 1 жовтня 1951 там же) — діяч ОУН, надрайонний референт пропаганди ОУН Городоччини.

## Біографія
Народився в сім'ї Андрія Мочурада (шкільного робітника) та Катерини Мочурад.
Відмінно навчався в школі в Сороках. По закінченні школи отримав стипендії митрополита Шептицького на навчання у вчительській гімназії отців Василіян.
Брав участь у громадському житті села. Організовував молодь для театральних вистав, вертепів. Після початку радянсько-німецької війни став вчителювати в Щирецькій школі, писав вірші. Виступав з промовою на захороненні жертв НКВД в Щирці у липні 1941 року. Згодом, перейшов на нелегальне становище, уникаючи переслідувань німців.
Після повернення червоних продовжував активну боротьбу в підпіллі. Вів боротьбу перебуваючи у надрайонному проводі ОУН Миколаївщини, навесні 1949 р., призначений референтом пропаганди ОУН Городоцького надрайону.
1 жовтня 1951 разом з бойовим побратимом, Дмитром Онищаком (Явором), був оточений загоном МДБ, під командуванням оперуповноваженого Щирецького райвідділу МДБ ст.-лейтенанта Замєсова, в одній із хат в селі Сороки та в останньому бою загинув смертю хоробрих.
Далі тіла відвезли в Щирець, де вночі закопали на березі озера. На цьому місці наприкінці 80-х років була насипана могила.
14 жовтня 2019 р. на Личаківському кладовищі Львова відбулося перепоховання їх останків.  Поховали Героїв на полі почесних поховань № 86-А.